# 拉克雷斯塔村 (加利福尼亞州)
拉克雷斯塔村（英語：La Cresta Village）是位於美國加利福尼亞州埃爾多拉多縣的一個非建制地區。該地的面積和人口皆未知。

## 地理
拉克雷斯塔村的座標為38°39′44″N 121°04′59″W / 38.66222°N 121.08306°W，而該地的平均海拔高度為284米（即932英尺）。